# Johann Christoph von Liechtenstein-Kastelkorn
Johann Christoph von Liechtenstein-Kastelkorn (Laives, 12 dicembre 1591 – Chiemsee, 1º dicembre 1643) è stato un vescovo cattolico austriaco.

## Biografia
Nacque a Laives dalla nobile famiglia tirolese Liechtenstein-Kastelkorn. Studiò prima ad Innsbruck, poi dal 1607 al 1612 al Collegium Germanicum di Roma. Fu ordinato sacerdote il 16 giugno 1621 a Salisburgo.
Fu nominato vescovo di Chiemsee dopo la morte del vescovo Nikolaus von Wolkenstein e consacrato per l'imposizione delle mani dell'arcivescovo di Salisburgo Paride Lodron. 
Ricoprì l'incarico fino alla morte. Fu sepolto nel duomo di Salisburgo.

## Genealogia episcopale
La genealogia episcopale è:
- Vescovo Johann Baptist Pichlmair
- Vescovo Wolfgang von Hausen
- Arcivescovo Marcus Sittikus von Hohenems
- Vescovo Albert von Törring
- Arcivescovo Paride Lodron
- Vescovo Johann Christoph von Liechtenstein-Kastelkorn